# Evgenia Fakinou
Evgenia Fakinou (även Evjenia Fakinu) född 1945 i Alexandria, Egypten, uppväxt i Aten, är en grekisk författare.
Fakinou är utbildad grafiker och började med att skriva barnböcker som hon själv illustrerade. Hennes första roman, Astradeni, kom 1982. Hon skriver i en magiskt realistisk stil och har översatts till flera europeiska språk.